# The Lark Ascending
The Lark Ascending (Nederlands:De Stijgende Leeuwerik) is een muziekstuk - een "pastoral romance for orchestra" - voor viool en orkest van de Engelse componist Ralph Vaughan Williams.
Het stuk verklankt het opvliegen en steeds hoger stijgen van een leeuwerik.
Vaughan Williams liet zich bij het schrijven van het stuk inspireren door een gedicht van 122 regels van de dichter George Meredith. Hij startte met componeren in 1914 maar werd onderbroken door de Eerste Wereldoorlog, waardoor het stuk, na enige aanpassingen in 1920, pas op 14 juli 1921 voor het eerst werd uitgevoerd door een orkest onder leiding van dirigent Adrian Boult. Daarvoor had de première al plaatsgevonden, maar hierbij werd de solist alleen op piano begeleid door Marie Hall.

Een recensie van The Times over de eerste uitvoering luidde: 
It showed supreme disregard for the ways of today or yesterday. It dreamed itself along.
Vaughan Williams maakt gebruik van pentatoniek en het stuk doet hierdoor impressionistisch aan. De cadenza's voor de viool zijn zonder maatindeling geschreven (senza misura), wat het geheel een meditatief karakter geeft.